# Conor Clifford
Conor Paul Clifford, más conocido como Conor Clifford (Dublín, Irlanda, 1 de octubre de 1991), es un futbolista irlandés. Se desempeña como centrocampista y actualmente milita en el St Patrick's Athletic de Irlanda. Por su forma de juego, ha sido comparado con jugadores como Frank Lampard y Michael Essien.

## Trayectoria
Conor se formó en el Crumlin United, siendo fichado por la Academia del Chelsea Football Club a los 14 años de edad. Aunque se iba a unir al Chelsea en la temporada 2008-09, Conor se unió a la academia un año antes para jugar en el equipo Sub-16, aunque durante la pretemporada disputó algunos partidos con el equipo juvenil. Durante esta temporada, Conor logró disputar 26 encuentros con el equipo juvenil en la liga, anotando 4 goles. También pudo debutar con el equipo de reservas en el último encuentro de la temporada ante el Tottenham Hotspur el 27 de abril de 2009.
Durante la temporada 2009-10, Clifford logró establecerse en el equipo de reservas, disputando 10 encuentros y anotando 2 goles. También capitaneó al equipo juvenil durante la incursión de éste en la FA Youth Cup, llevándolo hasta la final ante el Aston Villa. Luego de haber empatado a 1-1 en el partido de ida disputado en Villa Park, Clifford se consagró campeón del torneo el 4 de mayo de 2010, luego de haber anotado en el partido de vuelta en Stamford Bridge el gol que le dio la victoria al Chelsea por 2-1. Durante la competición, Clifford anotó 3 goles, incluyendo el de la final.
El 17 de julio de 2010, durante la pretemporada del Chelsea, Clifford debutó con el primer equipo en la victoria por 1-0 sobre el Crystal Palace, luego de haber entrado de cambio al minuto 60 por Michael Essien. Su segundo partido de la pretemporada sería el 23 de julio de 2010 en la derrota por 3-1 frente al Ajax Ámsterdam, habiendo sustituido al minuto 83 a John Obi Mikel.
En septiembre de 2010, Conor fue inscrito en la Lista B de la plantilla que disputó la Liga de Campeones, utilizando el dorsal #48. Sin embargo, el 22 de octubre de 2010, Conor fue cedido al Plymouth Argyle de la Football League One hasta el 19 de noviembre de ese mismo año, en donde utilizó el dorsal #37. Conor debutó como titular con el Plymouth en la victoria por 2-1 ante el Huddersfield Town un día después de haber sido cedido, en donde disputó los 90 minutos. El 19 de noviembre, el día en que supuestamente iba a regresar al Chelsea, Clifford extendió su préstamo con el Plymourh hasta el 20 de diciembre. Su buen desempeño con el Plymouth hizo que su préstamo fuera extendido nuevamente hasta el 22 de enero de 2011, aunque dicha extensión fue rechazada por la Football League, ya que lo vio como una nueva cesión en vez de una extensión de contrato. Conor logró disputar 8 partidos con el Plymouth antes de regresar al Chelsea.
Luego de haber disputado algunos encuentros con el equipo de reservas, Conor fue cedido el 11 de febrero de 2011 al Notts County de la Football League One hasta el 12 de marzo. Su debut con el Notts fue al día siguiente en la derrota por 2-0 ante el Exeter City, al haber entrado de cambio al minuto 63 por Karl Hawley. En el siguiente encuentro ante el Colchester United, Conor fue titular, contribuyendo con un tiro de esquina que terminó siendo un autogol por parte del jugador del Colchester Nathan Clarke. Al final, el Notts County se llevó la victoria por 2-0. Sin embargo, dos días después de que su préstamo con el Notts expirara, Clifford extendió su estancia con el equipo hasta el final de la temporada 2010-11.
Luego de la salida de Paul Ince como entrenador del Notts County, Conor recibió menos oportunidades en el equipo, ya que no contaba en los planes del nuevo entrenador Carl Heggs, y aunque logró disputar algunos encuentros como sustituto, en otros ni siquiera era llamado a la banca. Por tal motivo, el 7 de abril de 2011, Clifford decidió terminar su préstamo con el Notts County y regresar al Chelsea. En total, Conor disputó 9 partidos durante su préstamo con el Notts County.
En marzo de 2013 los dirigentes de Chelsea y Leicester City acordaron la cesión hasta el final de esta temporada al club militante en la League Championship del centocampista internacional sub-21 por la República de Irlanda.

## Selección nacional
Conor ha sido internacional con la selección de Irlanda Sub-16, Sub-17, Sub-19 y Sub-21. Durante su etapa con la Sub-16, fue elegido el Mejor Jugador de Irlanda en dicha categoría en 2007. Con la Sub-17 disputó el Campeonato Europeo Sub-17 de 2008, en donde su selección fue eliminada en la fase de grupos. También ha sido capitán de la sub-19. Actualmente forma parte de la sub-21, con la cual debutó en octubre de 2009.
El 9 de agosto de 2011, Clifford recibió su primer llamado a la selección absoluta para un encuentro amistoso frente a Croacia, el cual se llevó a cabo al día siguiente y, aunque los equipos empataron a 0-0, Conor no logró hacer su debut.

## Clubes
| Club                         | País       | Año         |
| ---------------------------- | ---------- | ----------- |
| Crumlin United               | Irlanda    | ¿? - 2007   |
| Chelsea FC                   | Inglaterra | 2007 - 2010 |
| Plymouth Argyle (cedido)     | Inglaterra | 2010        |
| Notts County (cedido)        | Inglaterra | 2011        |
| Yeovil Town (cedido)         | Inglaterra |             |
| Portsmouth FC (cedido)       | Inglaterra | 2012        |
| Crawley Town (cedido)        | Inglaterra | 2012 - 2013 |
| Leicester City Football Club | Inglaterra | 2013        |
| Southend United              | Inglaterra | 2013 - 2015 |
| Barnet (cedido)              | Inglaterra | 2015        |
| Boreham Wood                 | Inglaterra | 2015 - 2017 |
| Dundalk                      | Irlanda    | 2017        |
| Limerick                     | Irlanda    | 2018        |
| St Patrick's Athletic        | Irlanda    | 2018 - Act. |

## Estadísticas

### Clubes
| Plymouth Argyle Inglaterra                | 2010-11             | 7  | 0 | 0 | 0 | 0 | 0 | 1 | 0 | 8  | 0 |
| Plymouth Argyle Inglaterra                | Total               | 7  | 0 | 0 | 0 | 0 | 0 | 1 | 0 | 8  | 0 |
| Notts County Inglaterra                   | 2010-11             | 9  | 0 | 0 | 0 | 0 | 0 | 0 | 0 | 9  | 0 |
| Notts County Inglaterra                   | Total               | 9  | 0 | 0 | 0 | 0 | 0 | 0 | 0 | 9  | 0 |
| Total en su carrera                       | Total en su carrera | 16 | 0 | 0 | 0 | 0 | 0 | 1 | 0 | 17 | 0 |
| Estadísticas hasta el 5 de abril de 2011. |                     |    |   |   |   |   |   |   |   |    |   |

### Resumen estadístico
|                     | Partidos | Goles | Promedio |
| ------------------- | -------- | ----- | -------- |
| Football League One | 16       | 0     | 0        |
| Copas nacionales    | 1        | 0     | 0        |
| Total               | 17       | 0     | 0        |

## Vida privada
Clifford ha sido aficionado al Chelsea desde pequeño, siendo una de las razones por las que decidió unirse al club, además de ser seguidor de Frank Lampard y Michael Essien.